# سوق البركة

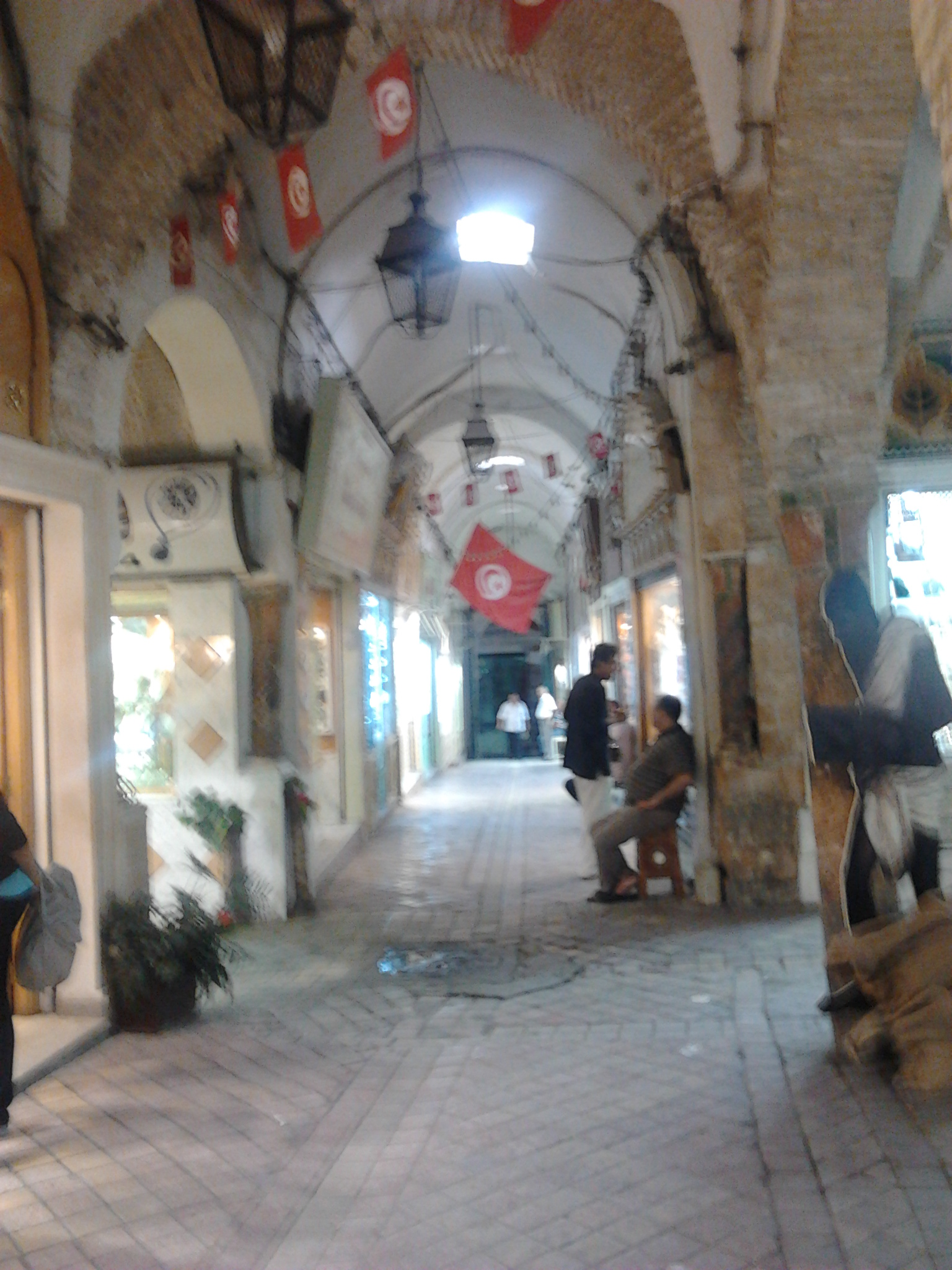
سوق البركة

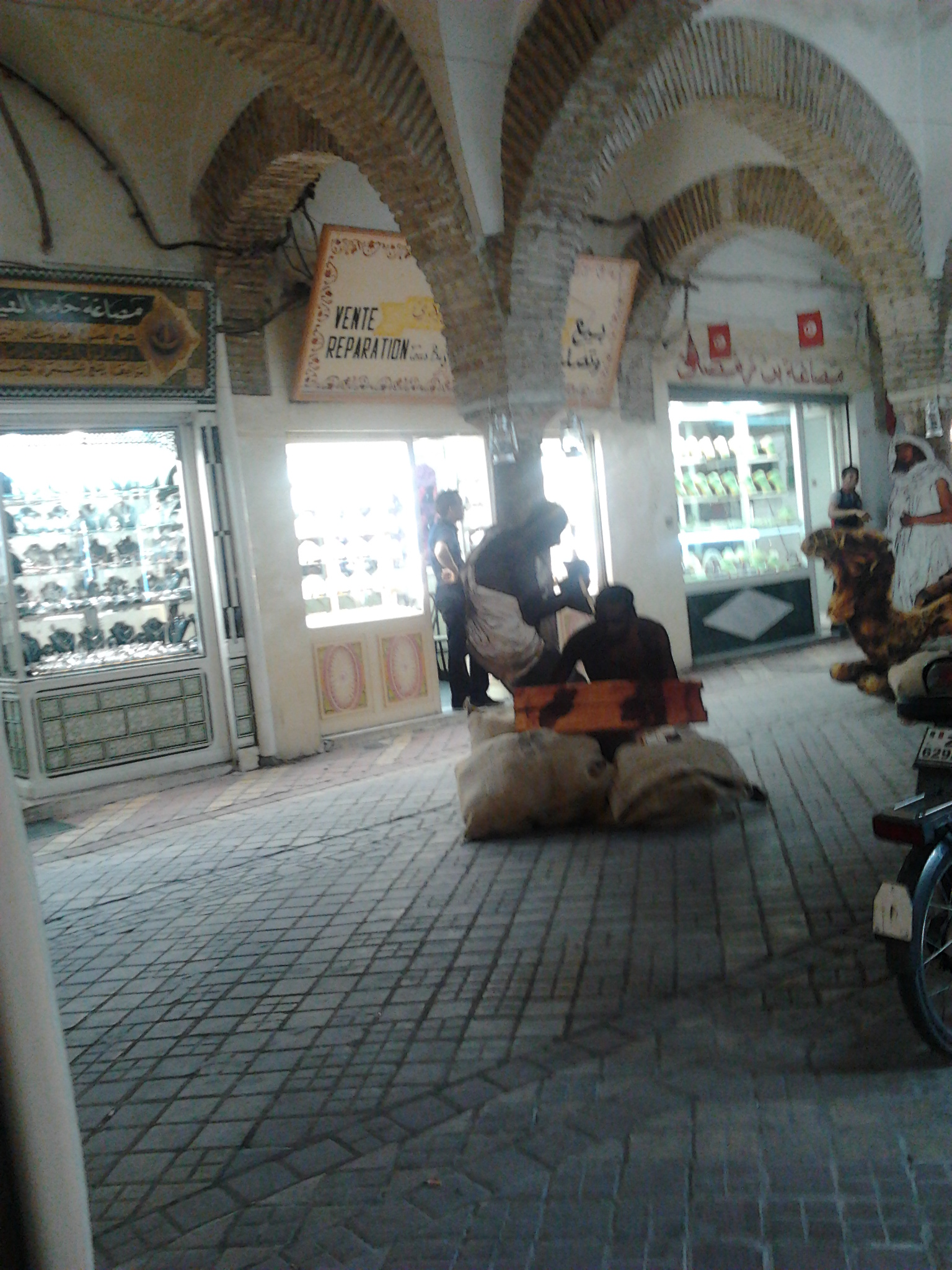
سوق البركة

سوق البِرْكَة بكسر الباء وسكون الراء، هو أحد أهم أسواق مدينة تونس العتيقة، وأكثرها تلألأ ونشاطا.

## موقعه
يقع سوق البركة قرب قصر الحكومة بالقصبة، وعدد من الأسواق من بينها سوق الباي وسوق الشواشية وسوق اللفة، ويتعامد مع سوق الترك.

## تاريخه
كان سوق البركة هو سوق النخاسة بالعاصمة التونسية أين يباع العبيد السود وأحيانا العبيد البيض الذين يعتبرون سلعة راقية ونادرة. وقد أقيم في العهد العثماني من قبل يوسف داي عام 1612 ، وقد بقي يشتغل إلى أن ألغى أحمد باشا باي الرق عام 1846. ثم تحول إلى سوق لتجارة الذهب والمجوهرات.

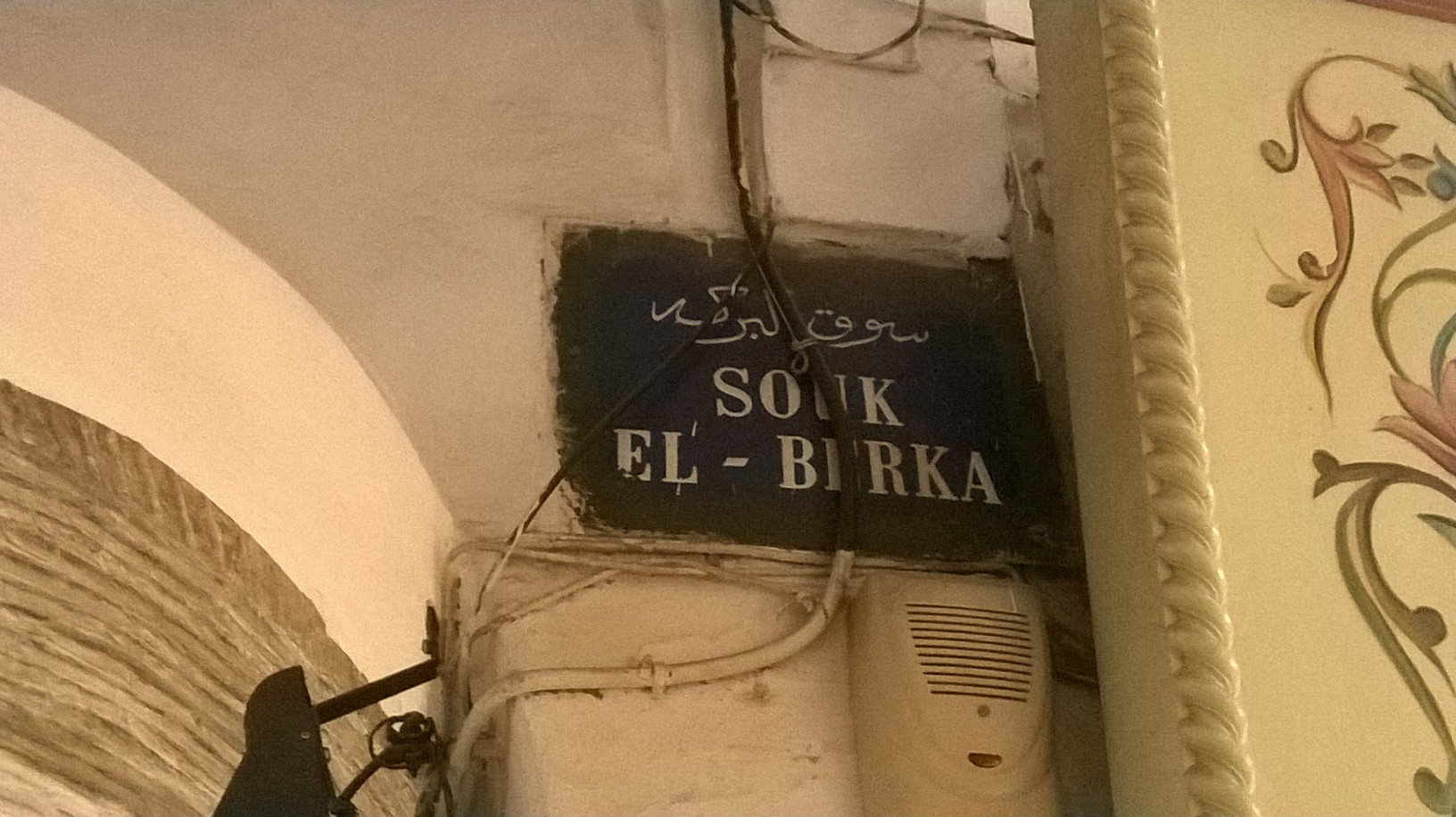
لافتة سوق البركة
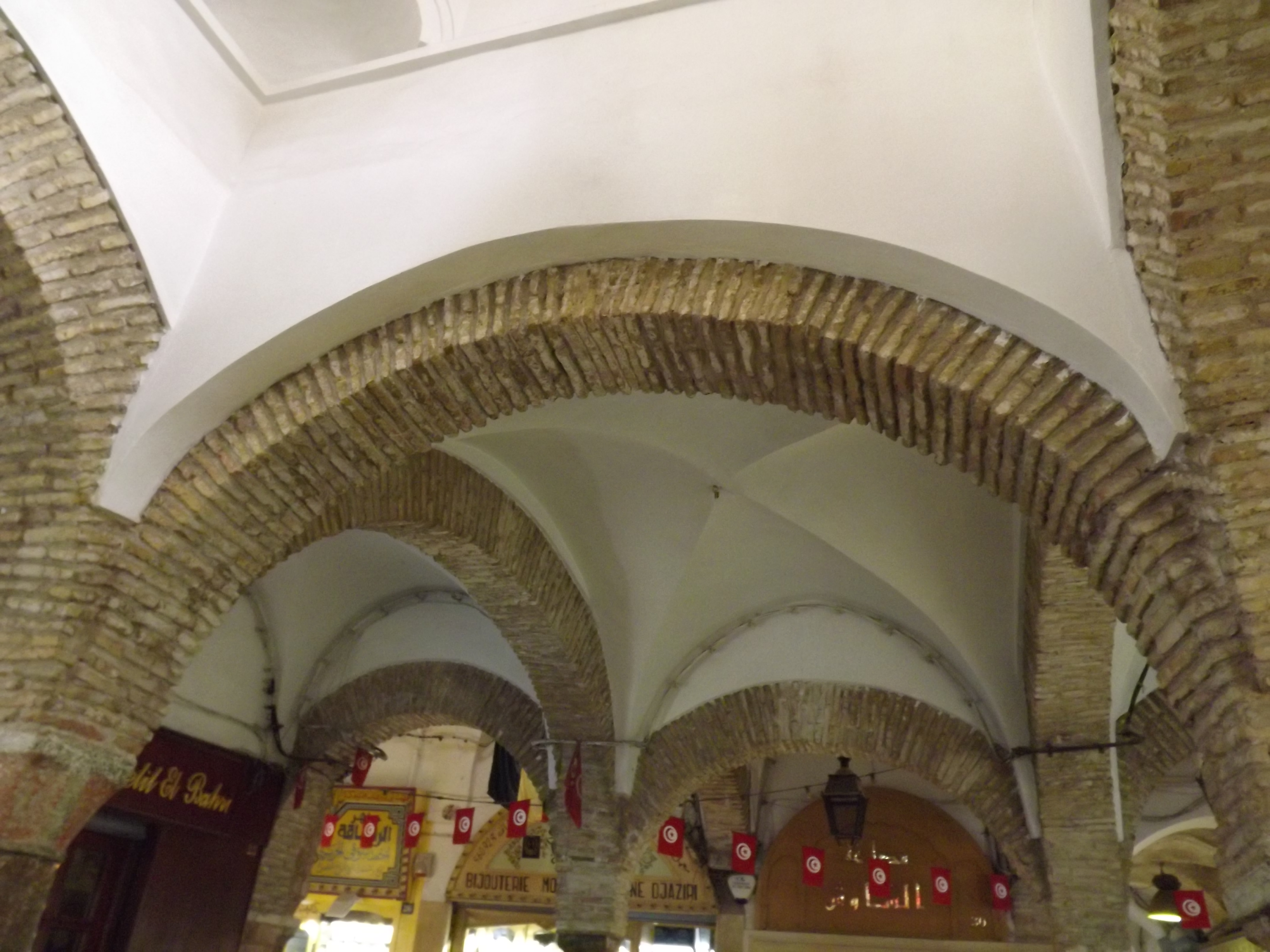
أقواس السوق
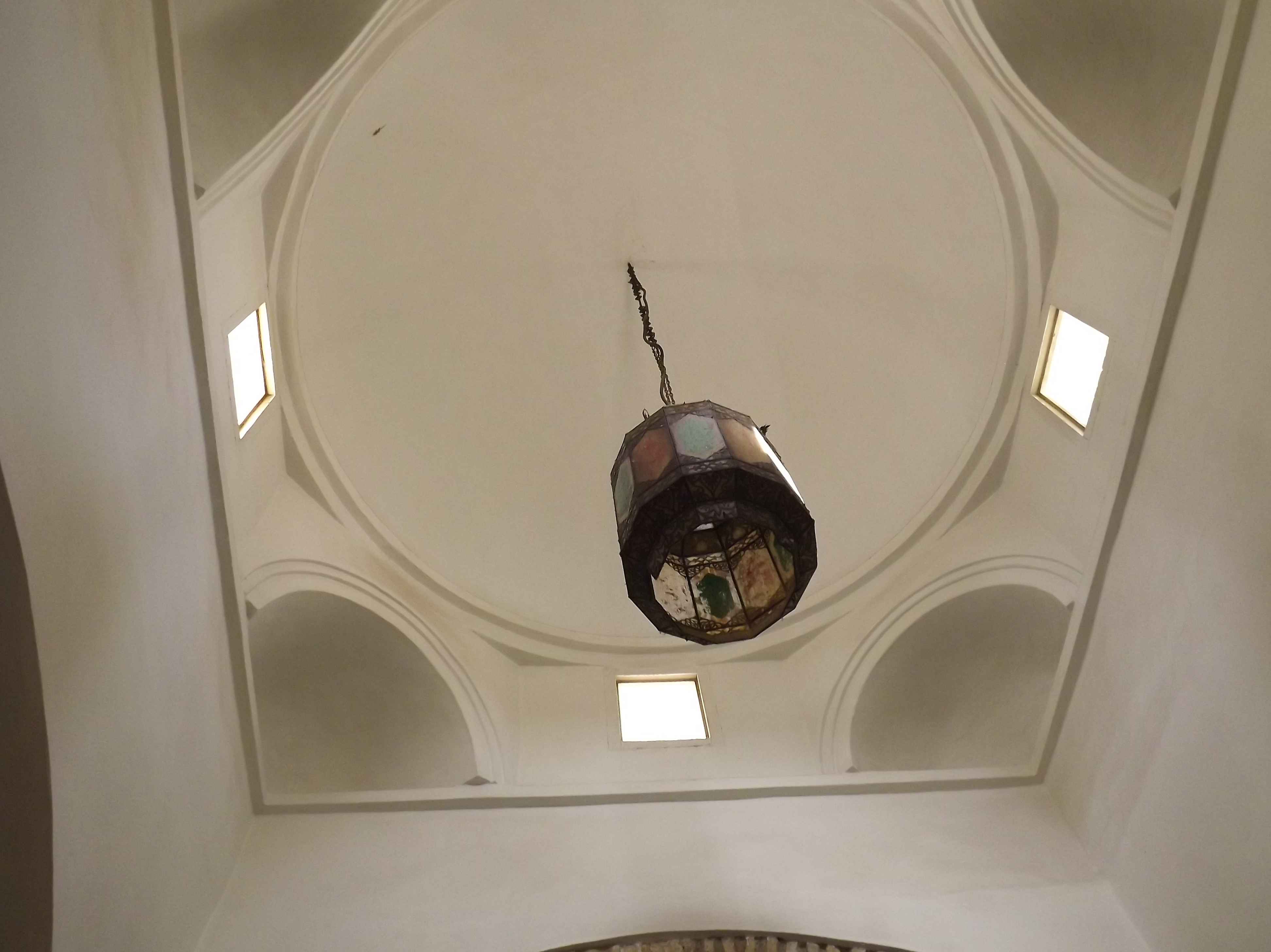
قبة بالسوق
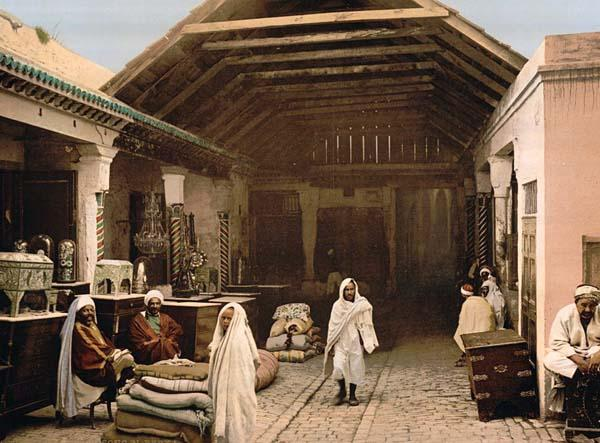
سوق البركة سنة 1899
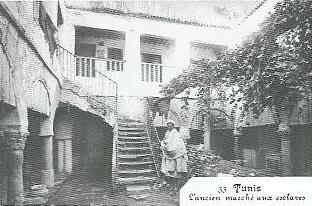
سوق العبيد القديم
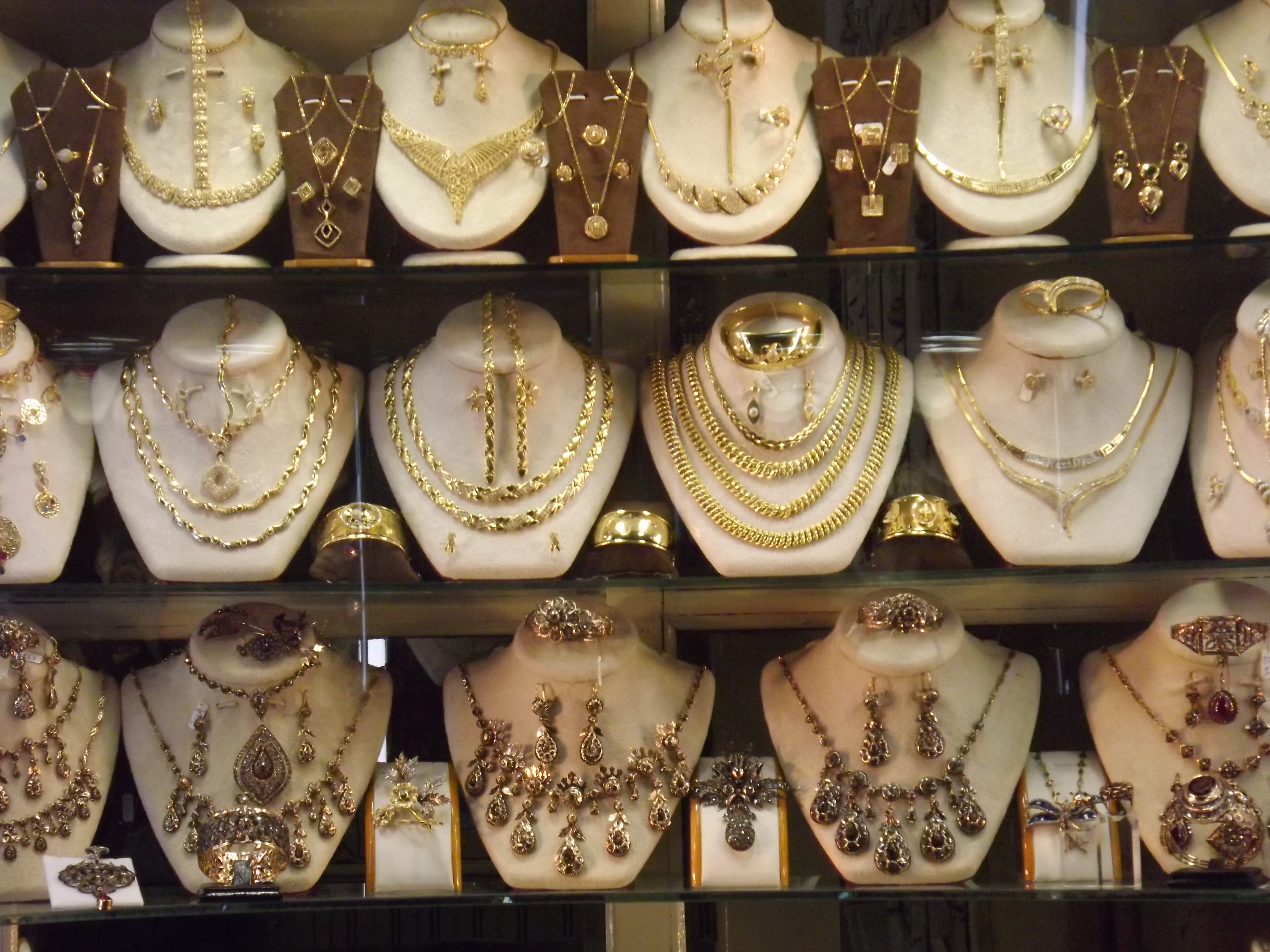
متجر حلي بسوق البركة

## إشارات مرجعية
1. ↑  http://www.matunisie.com/forum/index.php?/topic/2017-les-souks-de-la-medina-de-tunis/%5Bوصلة+مكسورة%5D سوق البركة

## وصلات خارجية
- تقرير من الجزيرة نت 2012
- زيارة افتراضية ل سوق البركة

ْ